# Atlético Madrid B
Atlético de Madrid B is het tweede elftal van de Spaanse voetbalclub Atlético de Madrid en wordt ook wel Atlético Madrileño genoemd. Thuisstadion is het Cerro del Espino in Majadahonda, een stadje naast Madrid, dat 8.000 plaatsen heeft.

## Historie
Atlético de Madrid B werd opgericht in 1963 en speelt in het seizoen 2008/09 voor het negende achtereenvolgende jaar in de eerste groep van de Segunda División B.
Atlético de Madrid B begon haar professionele traject als voetbalclub in 1967 in de Tercera División. In het seizoen 1980/81 bereikte de club de Segunda División A. Een jaar wist het op de tiende plaats te eindigen, maar een paar jaar later in het seizoen 1985/86 daalde het wederom af. In het seizoen 1989/90 speelde Atlético de Madrid B wederom in de op een na hoogste Spaanse voetbalcompetitie, maar het optreden bleef beperkt tot slechts één jaar.
In het seizoen 1996/97 keerde de club weer terug in de Segunda División A. In 1999 eindigde de ploeg zelfs als tweede, maar mocht het niet promoveren vanwege de aanwezigheid van de A-ploeg in de Primera División. Het jaar daarop volgde verplichte degradatie naar de Segunda División B vanwege de degradatie van Atlético de Madrid uit de Primera División. Een jaar later bereikte Atlético de Madrid B gelijk de eerste plaats in de competitie, maar kon het niet deelnemen aan de promotie-/degradatiewedstrijden omdat Atlético de Madrid buiten de promotieplaatsen in de Segunda División A eindigde.
In de volgende jaren wist de club geen promotie meer af te dwingen ondanks een eerste plaats in het seizoen 2003/04. In het seizoen 2006/07 weet het team zich op de allerlaatste speeldag te redden van degradatie naar de Tercera División Grupo 7.
Op het einde van het seizoen 2019-2020 kon de ploeg zich met een derde plaats nogmaals plaatsen voor de eindronde.  Door de coronapandemie werden de rondes in één wedstrijd op neutraal terrein in en rond Marbella gespeeld.  In de eerste ronde bleek CE Sabadell net te sterk.  De wedstrijd eindigde op 1-1 door een late gelijkmaker van Álvaro García Segovia van Atlético. De verlengingen gaven geen winnaar en bij de strafschoppen bleek de Catalaanse ploeg met 3-1 te sterk.
Het overgangsseizoen 2020/21 verliep heel moeilijk. De ploeg werd voor de eerste ronde ingedeeld in Subgroep 5A en eindigde op de achtste plaats.  Toen op het einde van de tweede ronde de ploeg op de vierde plaats vertoefde, was voor seizoen 2021/22 een plek in de Tercera Division RFEF, oftewel het nieuwe vijfde niveau van het Spaans voetbal, een realiteit.

## Atlético Madrileño
Atlético Madrileño refereert niet alleen naar het tweede team van Atlético de Madrid, maar staat eveneens voor een compleet losstaande organisatie vergelijkbaar met de amateurtak SC Feyenoord en de betaalde voetbaltak Feyenoord in Nederland. Atlético Madrileño heeft eigen jeugdteams die vaak ook tegen de jeugdteams van 'broer' Atlético de Madrid uitkomen.

## Bekende (ex-)spelers
- Carlos Aguilera
- Koldo Álvarez
- Luis Aragonés
- Javier Arizmendi
- Rubén Baraja
- Quique Estebaranz
- Santiago Ezquerro
- Quinton Fortune
- Keko Gontán
- Koke
- Antonio López
- Ricardo López
- Marqués
- Saúl Ñíguez
- Óliver Torres

## Gewonnen prijzen
Segunda División B: 1988/89, 2000/01, 2003/04
Grupo 1:
Amorebieta .
Andorra .
Arenteiro ·
Barakaldo . 
FC Barcelona Atlètic ·
Bilbao Athletic .
Celta B ·
Irun ·
Cultural Leonesa ·
Lugo ·
Osasuna B ·
Ourense CF .
Ponferrada ·
Segovia .
Sestao River ·
Real Sociedad B ·
Tarragona ·
Tarazona ·
Salamanca .
Zamora CF

Grupo 2:
Alcorcón .
Alcoyano ·
Algeciras ·
Antequera ·
Atlético Madrid B ·
Atlético Sanluqueño ·
Real Betis B .
Ceuta ·
Fuenlabrada ·
Hércules Alicante .
Ibiza ·
Intercity ·
Marbella ·
Mérida ·
Murcia ·
Real Madrid Castilla ·
Recreativo Huelva ·
FC Sevilla B .
Villarreal B .
Yecla